# Бахрих, Альберт (младший)
Альберт Бахрих (нем. Albert Bachrich; 29 ноября 1899, Вена — 10 декабря 1961, Вена) — австрийский композитор. Сын скрипача Альберта Бахриха, внук Сигизмунда Бахриха.

## Биография
Учился в Венской консерватории у Франца Шмидта (фортепиано) и Йозефа Маркса (теория). После Первой мировой войны зарабатывал на жизнь как пианист в кафе и барах Вены, Бад-Ишля, Мариенбада, аккомпанировал своему отцу на приватных концертах.
Поворотным в карьере Бахриха стал 1933 год, когда он начал сочинять песни и танго, быстро принесшие ему популярность. Шлягеры Бахриха вошли в репертуар таких исполнителей, как Петер Игельхоф, Пауль Дорн, Богема-квартет. Бахрих продолжал работать как композитор-песенник до конца 1950-х годов, с перерывом на годы аншлюса и Второй мировой войны. Среди наиболее известных его песен — «Светит месяц над Хернальсом» (нем. Scheint der Mond auf Hernals) и «Мы цыгане» (нем. Wir Zigeuner).